# Ахназарян Карапет Варданович
Карапе́т Варда́нович Ахназаря́н (28 січня 1894, село Варін-Арташат, Вірменія — 8 лютого 1980, Краснодар, поховано у Варін-Арташаті) — генерал-майор артилерії (1944).

## Біографічні відомості
1930 року закінчив Вище командне артилерійське училище, 1941 року — Військову академію імені Михайла Фрунзе.
Учасник Першої світової війни, громадянської війни, радянсько-фінської війни та Другої світової війни.
1917 року — помічник командира 2-ї роти 77-го піхотного Ставропольського полку в Кам'янці-Подільському.
У 1941—1943 роках командував артилерією 8-ї стрілецької дивізії Брянського фронту.
1943 року призначено заступником командувача артилерії 43-ї армії 1-го Прибалтійського фронту.
Від червня 1944 року до травня 1945 року — начальник артилерії першого стрілецького корпусу 43-ї армії Першого Прибалтійського фронту.
1953 року вийшов у відставку за станом здоров'я.
Нагороджено орденом Леніна, п'ятьма орденами Червоного Прапора.